# Portaprovette

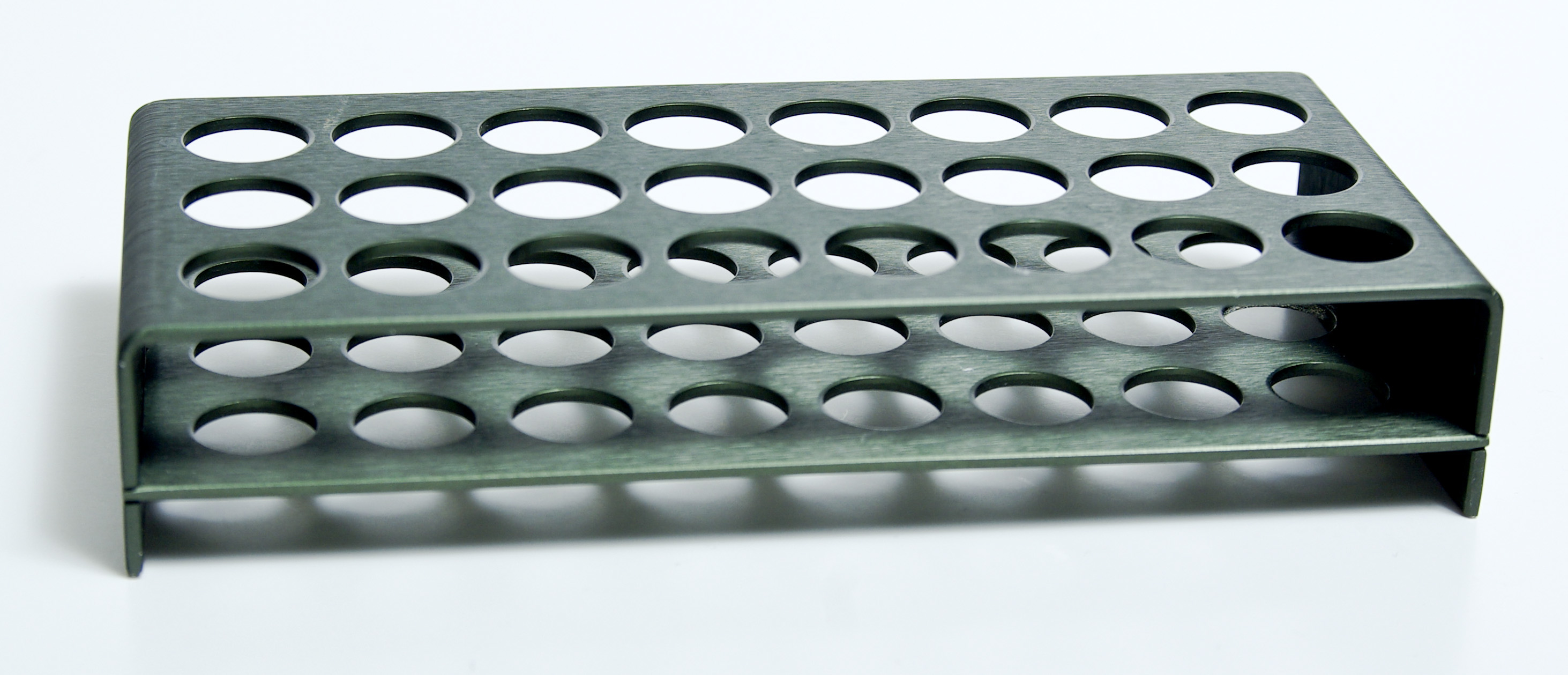
Portaprovette

Il portaprovette è uno strumento da laboratorio in grado di reggere verticalmente due o più provette, che siano esse vuote o contenenti liquidi. È uno degli strumenti più diffusi ed utilizzati nei laboratori chimici, ma anche in quelli di fisica o di scienze naturali.

## Descrizione
È un utensile caratterizzato da uno, due o anche tre piani orizzontali e paralleli, con dei fori in cui trovano posto, in posizione verticale, le provette. Si trova in plastica, in legno o in metallo, ma sono più diffusi quelli in plastica in quanto il legno è un materiale che va naturalmente incontro a degradazione mentre il metallo è soggetto a corrosione, oltre che per motivi strettamente economici.